# 沖浦啓之
沖浦 啓之（おきうら ひろゆき、1966年10月13日 - ）は、日本のアニメーター、キャラクターデザイナー、アニメーション監督。大阪府交野市出身。妻は俳優・声優の武藤寿美。民俗学者の沖浦和光は叔父にあたる。日本アニメーター・演出協会（JAniCA）会員。スタジオカラー所属。

## 経歴
幼少の頃から漫画家になりたくて、小学生時代はずっとマンガを描いていた。その頃にアニメーションの仕組みに興味を持ち、小学校を卒業した春に友人と二人で初めてアニメを制作する。
中学生になってからは、2人で学校にアニメーション同好会を作らせてもらい、毎年文化祭に向けて1年かけて作品を作るという事を3年間続けた。
1982年、当時テレビアニメ『太陽の牙ダグラム』で突出した作画を披露していた谷口守泰が主宰するアニメ制作会社アニメアールが大阪にあると知り、高校を休学して16歳で入社する。沖浦とほぼ同時期に逢坂浩司や黄瀬和哉、Shuzilow.HAなども入社した。
1984年、『星銃士ビスマルク』で初めて原画としてクレジットされ、作画監督も務める。シリーズ全体ではメカ（ロボット）を中心に原画を担当する。最終話では絵コンテが大人しいことに不満を持ち、監督に修正を願い出ている。
OVA『ブラックマジック M-66』の作画監督、映画『AKIRA』の原画等の仕事を経て次第に自分で仕事を取ってくるようになり、東京と大阪を行き来するようになる。
1991年、『老人Z』に参加するために上京したのを機に、フリーとなる。
1992年、映画『走れメロス』で初のキャラクターデザインと作画監督・絵コンテを担当。
1995年、映画『GHOST IN THE SHELL / 攻殻機動隊』でキャラクターデザイン・作画監督を担当。以降、Production I.Gを中心に仕事を行うようになる。
2000年、初監督作となる映画『人狼 JIN-ROH』を発表。第5回アニメーション神戸・個人賞、第15回高崎映画祭若手監督グランプリ、第54回毎日映画コンクールアニメーション映画賞を受賞。またポルト国際映画祭1999最優秀アニメーション賞・審査員特別大賞受賞をはじめ、各国映画祭でも受賞。
2004年に映画『イノセンス』でキャラクターデザイン・作画監督・原画を担当
2012年、監督作品としては2作目となる『ももへの手紙』を発表。芸術選奨新人賞（メディア芸術部門）受賞。
『ヱヴァンゲリヲン新劇場版:Q』（2012年）への参加や『日本アニメ（ーター）見本市「旅のロボから」』（2015年）の監督を機に、スタジオカラーに仕事の拠点を置く。

## 人物
アニメーターとしては、正統的なリアル系作画のトップランナーの一人と言われる。しかし、仕事をする上ではリアル系統の作品の方が性に合ってはいるものの、本人に特にこだわりはない。むしろ作品の好みとしてはシリアスで重いものよりもギャグや明るいものの方が好きで、仕事と関係なく趣味で読むのも子供向けの本や絵本が多い。ずっとリアルな作品をやってきたが、それは関わってきた仕事がたまたまそういうタイプのものが多かったというだけでポリシーがあったわけではないので、途中で衝撃的な作品と出会っていたら、変わっていたかもしれないと語っている。アニメアール時代、特に『星銃士ビスマルク』『機甲界ガリアン』『蒼き流星SPTレイズナー』の頃にメカアニメーターとして業界の内外に名を馳せる。しかし、本人としては枚数を多く使わせてもらうにはメカを描くしかなかったからやったにすぎず、そう呼ばれるのは心外だった。作画の面では他人の作画の影響を受けやすいところがあり、それが実際に反映されているかは別として、その時々で初めて出会う新しいものには絶えず影響され、取り入れようとしている。具体的にはなかむらたかし、金田伊功、兼森義則、稲野義信、結城信輝などの名前を挙げている。作画の変化の流れの中では、細かく影をつけたり目の中を描き込んだりと、『GHOST IN THE SHELL / 攻殻機動隊』が突出して他と違う事をやっている。『人狼 JIN-ROH』ではありとあらゆる線を減らしていき、またそれまでと違って線を強い筆圧で描かなくなった。『とつぜん!ネコの国 バニパルウィット』の時には監督のなかむらたかしが心配するほど絵が変わった。実際に動いているのを見せて納得してもらえたが、一枚絵としての外連味が無くなった。その後、もともとあまり得意ではないという影をあまり入れないナチュラルな方向にシフトしていった。リアル系作画の代表格と言われるが、デッサンを本格的に学んだことは無く、新人の頃に本を買って練習した程度で人についてきちんと教えてもらったことはない。リアルな作品をやる前に写真を模写したりしたこともあったが、そちらの方向を突き詰めると自分が辛くなるのでそれもやらなくなった。
キャラクターデザインについては、『走れメロス』では最初、作画監督だけの予定だったが、最初のデザインと監督のおおすみ正秋の語るイメージが一致せず、自分がデザインをやれるならということで引き受けた。最初に描いたのは日本人らしい顔だったが、おおすみにもうちょっとギリシャ的な彫りの深い感じにした方がいいと言われ、自身の判断で主役のメロスだけは日本人風なところを残し、それ以外はおおすみによる日本人と外国人の骨格の違いの説明などに沿って変えた。『人狼 JIN-ROH』では、沖浦が伏一貴、雨宮圭、阿川七生、そしてプロテクトギアの4点のデザインをクリンナップまで行い、幹部4人はラフまで手掛けた。それ以外は全て西尾鉄也がデザインした。『ももへの手紙』では、安藤雅司の参加が決まる前に、沖浦がメインキャラクターのラフスケッチを描いている。そのスケッチをもとに、安藤が本番のキャラ設定を描き、それを沖浦がチェックして描き直してもらうというやり取りで決めて行った。
監督については、そのポジションそのものにこだわりはない。監督として関わりたいと思えるような企画があればやるが、興味のない作品の監督をやってまで固執したいとは思わないという。監督をする時の作画作業は、絵が描ける監督とそれとは別に作監がいるという状態で、まず沖浦がラフを描いて修正の方向性を示し、それを元に作画監督がクリンナップしてクオリティを上げて行くというものだった。監督がどんどんラフを描いて、作監がそれを元にして修正原画を作成するというもので、やり方としては宮崎駿に近い。演出面では、おおすみ正秋との出会いが自分の中で変化を作る大きなきっかけになったと語っている。絵を描かない監督であるおおすみは、打ち合わせの時に色々と注文を出すが、舞台などもやっているので、芝居の構築に関する考え方がいちいち納得のいくものだった。沖浦は、その時忘れないように全てメモしたおおすみの言葉が、自分の中で演出する時の下地になっていると語っている。
いちばん好きなアニメ作品は『母をたずねて三千里』。ほかに『新竹取物語1000年女王』『伝説巨神イデオン』など。
押井守はアニメーターとしての沖浦を「何やらせても上手い。一番関心したのが、キャラクターを動かすことだけではなく、シークエンス・場面・レイアウト・空間の構成という演出が担当する分野にまで興味を示し、全部作り出していくところ」と賞賛しつつも、監督としては「自分の中で強固なイメージを作り上げて、それにむかってコツコツと周りを引っぱっていくタイプ」「長編アニメ映画を10年かけてでも、時代性を捨ててまで、伝統工芸として作ろうとする奴」と称し、「いざ制作に入った時に作画に3年かかった映画は社会性がないし、企画・商売としても成立しない。沖浦君がそれをやりたいのはわかるけど、僕はやらない。それが『イノセンス』の時にお互いに『一緒にやるのはこれで最後だ』とハッキリわかった」と振り返っている。
石川光久は監督としての沖浦について「沖浦に『人狼』を作らせるのは迷わなかったが、『もも』は迷った。沖浦と映画を作るということは会社が傾くくらいのことを覚悟しないとできない。だが、できたものはそれだけのインパクトがある。沖浦は1年に1作とか3年に1作とかコンスタントには作れない。それは沖浦の宿題であり、逆にすごさでもある」と語っている。
黄瀬和哉からは「沖浦のキャラクターや原画は難しいので、楽しむ余裕なんてありません」「捉え方がうまい。何を描いても形がめちゃくちゃ正確で、絵にリアリティや立体感があるんです。やりづらいですよ」と評している。

## エピソード
- 自身の髪型と見た目が若いため、板前と間違われてしまうことがある。
- 幼少のころは浅田美代子のファンで、途中から工藤静香のファンとなった。
- 富野由悠季監督の『伝説巨神イデオン』に影響を受け、アニメの道を志すきっかけになったと言われている。ちなみに、お気に入りのキャラはハルル・アジバで、セル絵を何枚か所持している。

## 参加作品

### テレビアニメ
- 太陽の牙ダグラム（1981年-1983年）動画
- みゆき（1983年）原画[注 4]・動画
- 未来警察ウラシマン（1983年）動画
- 装甲騎兵ボトムズ（1983年）原画、動画
- 機甲界ガリアン（1984年）原画、動画
- 重戦機エルガイム（1984年）動画
- 機甲創世記モスピーダ（1984年）原画
- 星銃士ビスマルク（1984年）作画監督、9話・15話・16話・24話・31話・36話・42話・46話・51話原画
- 蒼き流星SPTレイズナー（1985年）メカ作画監督、16話・20話・26話・33話・38話原画
- 昭和アホ草紙あかぬけ一番!（1985年）原画
- 赤い光弾ジリオン（1987年）作画監督、OP原画
- 赤い光弾ジリオン 激闘編（1987年）17話・22話・27話原画
- ピーターパンの冒険（1989年）作画監督[17]、8話・12話・16話・20話・22話・28話・37話・41話原画
- アイドル伝説えり子（1989年）50話原画
- シティーハンター2（1989年）後期OP原画
- シティーハンター3（1989年）OP原画 13話原画
- アイドル天使ようこそようこ（1990年）12話・23話・28話原画
- 機動戦士Vガンダム（1993年）OP原画
- 機動武闘伝Gガンダム（1994年）初期OP原画
- るろうに剣心 -明治剣客浪漫譚-（1996年-1998年）OP原画
- ポポロクロイス物語（1998年）25話原画
- メダロット（2000年）原画（49話）
- 地球防衛家族（2001年）10話原画
- 妄想代理人（2004年）8話・13話原画
- お伽草子（2004年）OP1原画
- IGPX（2005年）1話・5話原画
- うさぎドロップ（2011年）5話原画
- よんでますよ、アザゼルさん。Z（2013年）13話原画
- 攻殻機動隊ARISE ALTERNATIVE ARCHITECTURE（2015年）04話原画
- ルパン三世 イタリアン・ゲーム（2016年）OP原画
- 機動戦士ガンダム 水星の魔女（2022年） 11話原画

### 劇場アニメ
- ドキュメント 太陽の牙ダグラム（1983年） 動画
- AKIRA（1988年） 原画
- ヴイナス戦記（1989年） 原画
- 機動警察パトレイバー the Movie（1989年） 原画
- ギャラガ HYPER-PSYCHIC-GEO GARAGA（1989年） 原画
- 魔女の宅急便（1989年） 原画
- 老人Z（1991年） レイアウト・原画
- 地球を救え!なかまたち ちびねこトムの大冒険（1992年） 原画
- 走れメロス（1992年） キャラクターデザイン・作画監督・絵コンテ
- 機動警察パトレイバー 2 the Movie（1993年） 原画・作画監督補佐
- GHOST IN THE SHELL / 攻殻機動隊（1995年） キャラクターデザイン・作画監督・レイアウト・原画
- MEMORIES（1995年） Episode. 1「彼女の想いで」／Episode.２「最臭兵器」 原画
- とつぜん!ネコの国 バニパルウィット（1998年） 原画
- エスカフローネ（2000年） 原画
- 人狼 JIN-ROH（2000年） 監督・キャラクターデザイン・レイアウトチェック
- BLOOD THE LAST VAMPIRE（2000年） 原画
- COWBOY BEBOP 天国の扉（2001年） OP絵コンテ・演出・原画
- メトロポリス（2001年） 原画
- イノセンス（2004年） キャラクターデザイン・作画監督・原画
- 劇場版 テニスの王子様 二人のサムライ The First Game（2005年） 原画
- 劇場版 NARUTO -ナルト- 大激突!幻の地底遺跡だってばよ（2005年） 原画
- 劇場版xxxHOLiC 真夏ノ夜ノ夢（2005年） 原画
- パプリカ（2006年） 原画
- ももへの手紙（2012年） 原案・監督・脚本・絵コンテ
- ヱヴァンゲリヲン新劇場版:Q（2012年） 原画
- 攻殻機動隊ARISE border:1 Ghost Pain（2013年） 原画
- 思い出のマーニー（2014年） 原画
- 百日紅（2015年） 企画協力
- 君の名は。（2016年） 原画
- 機動戦士ガンダム 閃光のハサウェイ（2021年） 原画
- 鹿の王 ユナと約束の旅 （2022年） 作画監督補佐・原画
- 劇場版『Gのレコンギスタ IV』「激闘に叫ぶ愛」（2022年） 原画

### OVA
- ドリームハンター麗夢（1985年）原画
- 機甲界ガリアン 鉄の紋章（1986年）原画
- ドリームハンター麗夢II （1986年） 原画
- ドリームハンター麗夢III（1987年）原画
- ブラックマジック M-66（1987年）作画監督、原画
- 蒼き流星SPTレイズナー ACT-III 刻印2000（1987年）原画
- 機甲猟兵メロウリンク（1988年-1989年）12話原画
- THE八犬伝（1990年）1話原画
- デビルマン 妖鳥死麗濡編（1990年）原画
- ロードス島戦記（1990年）3話作画監督
- スケバン刑事（1991年）1話原画 ※アニメアールでの最後の仕事
- ジョジョの奇妙な冒険（1995年）5話原画

### Webアニメ
- Peaceful Times(F02)petit film（2013年）作画
- 日本アニメ（ーター）見本市 「西荻窪駅徒歩20分2LDK敷礼2ヶ月ペット不可」（2014年） 原画
- 日本アニメ（ーター）見本市「旅のロボから」（2015年） 原案・監督・脚本・キャラクターデザイン・作画監督・原画
- PLUTO （2023年）　絵コンテ

### ゲーム
- テイルズ オブ エターニア（2000年）アニメパート原画
- アスラズ ラース 第11.5話「あの力はまずい」（2012年）原画

## 出演

### 吹き替え
- 幸福路のチー（2019年）ウェン[18]